# نيل فيريس
نيل فيريس (بالإنجليزية: Neil Ferris) هو لاعب كرة قدم أمريكية أمريكي، ولد في 31 أكتوبر 1927 في بيل في الولايات المتحدة، وتوفي في 30 يناير 1996.

## وصلات خارجية
- نيل فيريس على موقع مرجع كرة القدم المحترفة.كوم (الإنجليزية)